# イヴの墓
座標: 北緯21度29分31秒 東経39度11分24秒 / 北緯21.49194度 東経39.19000度

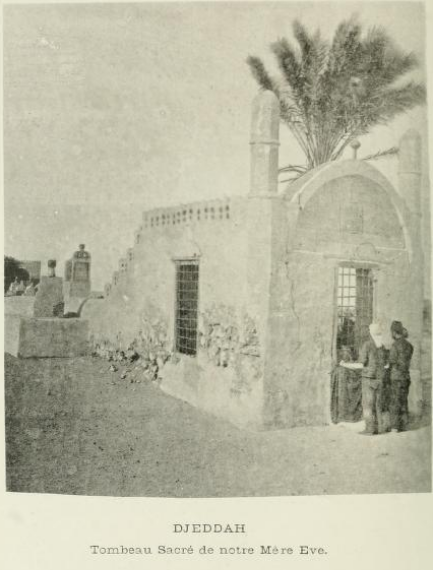
イヴの墓（1894年）

イヴの墓（イヴのはか、アラビア語：مقبرة أمنا حواء）は、サウジアラビアのジッダ(北緯21度29分31秒 東経39度11分24秒 / 北緯21.49194度 東経39.19000度)にある考古遺跡である。一部のイスラム教徒の間で、イヴが埋葬された場所と考えられている。
1928年に、当時ヒジャーズの知事だったファイサルにより破壊された。また、巡礼者が墓に向かって祈りを捧げることがワッハーブ派では禁止されている聖人崇拝になっていると問題視され、宗教当局によって1975年にコンクリートで封印された。
リチャード・フランシス・バートンは、千夜一夜物語の翻訳の中で、イヴの墓を見たことについて言及している。
民間信仰では、イヴは全ての人類の祖母とされており、アラビア語で祖母を意味するジッダが、地名のジッダの由来である。

## 言及
アンジェロ・ペッシェのジッダに関する著書の中で、この場所についての過去の言及について以下のように書いている。
ハマダーニー（10世紀）は、「アダムがマインにいた時、イヴに会いたいと感じたと伝えられている...イヴはジッダから来たもので、アラファトで彼女を知ったと」と述べている。イヴの墓がジッダにあることを最初に述べたのはイドリースィー（12世紀半ば）である。しかし、イブン・ジュバイル（12世紀後半）は、直接の経験から（イドリースィーとは異なり、彼は巡礼のためにジッダに行った）、ジッダには「古くて高いドームを持つ場所があり、そこはイヴがメッカに向かうときの宿泊場所だったと言われている」と述べている。イブン・ムジャウィール (13世紀)はジッダのイヴの墓について明確に言及しており、イブン・ハッリカーン (13世紀)も同様である。イブン・バットゥータ（14世紀）はこれを完全に無視している。タバリー、マスウーディーやその他の歴史家は、伝統によればイヴはジッダに埋葬されていると述べているが、彼女の墓の詳細については述べていない。

## 大きさ

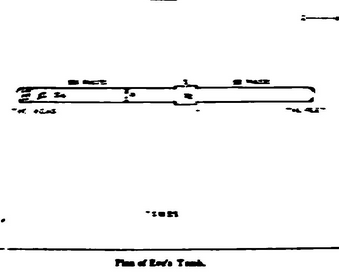
リチャード・フランシス・バートンによるイヴの墓の見取図

フランスの地理学者エミール・フェリックス・ゴーティエは、この墓の長さを約130メートルと推定している。
イクバル・アリー・シャーは、墓の大きさについて次のように書いている。
イヴは大きな体格の女性だったに違いない。オリジナルの墓は長さが8フィート（約2.4メートル）もあったと聞いている。（中略）しかし、私が到着したときには、墓は不思議なことにその巨大さを増していたと聞いた。—Doraken
ヒジャーズのアミールだったアウン・アラフィクは、この墓を取り壊そうとしたが、それが世間の反感を買ってしまった。彼は「『我々の母』がそんなに背が高かったと思うか? この愚かさが国際的なものであれば、墓はそのままにしておく」と言った。

## ギャラリー

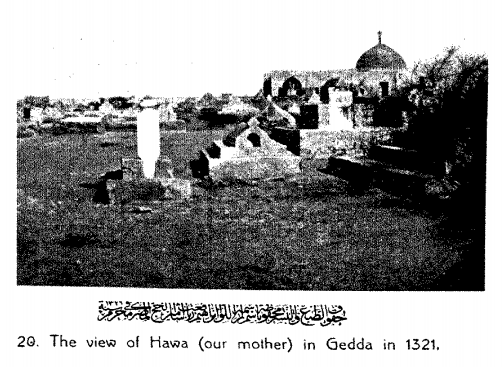
イヴの墓（1903年）
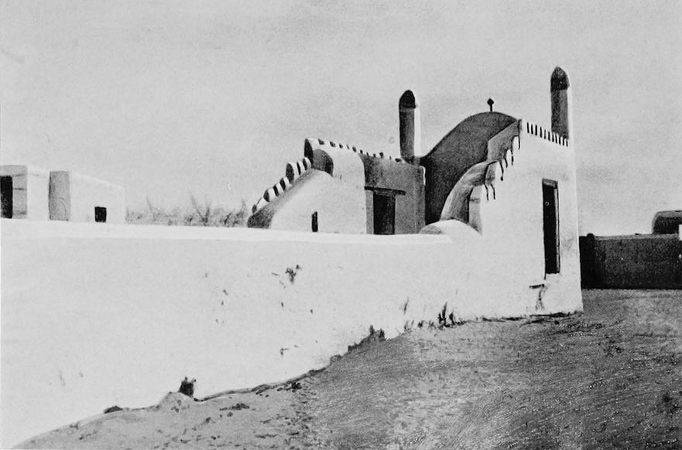
イヴの墓（1913年）
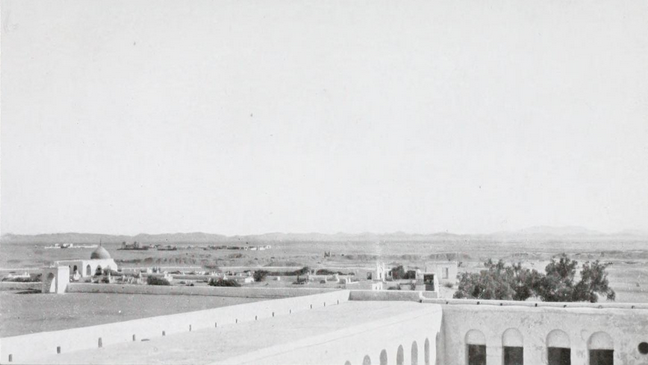
イヴの墓（1922年）

### 情報源
- Lawrence, T.E. (1921).  Seven Pillars of Wisdom.  Chapter VIII.